# Cantone di Chalais
Il Cantone di Chalais era una divisione amministrativa dell'arrondissement di Angoulême.
A seguito della riforma approvata con decreto del 20 febbraio 2014, che ha avuto attuazione dopo le elezioni dipartimentali del 2015, è stato soppresso.

## Composizione
Comprendeva i comuni di:
- Bardenac
- Bazac
- Brie-sous-Chalais
- Chalais
- Courlac
- Curac
- Médillac
- Montboyer
- Orival
- Rioux-Martin
- Saint-Avit
- Saint-Quentin-de-Chalais
- Yviers